# V'la l'cinéma ou le roman de Charles Pathé

V'la l'cinéma ou le roman de Charles Pathé est un téléfilm français réalisé par Jacques Rouffio diffusé en 1994, racontant la vie de Charles Pathé.

## Synopsis
Ce téléfilm reconstitue l'aventure industrielle et commerciale exceptionnelle, se confondant progressivement avec l'épopée du cinéma. C'est l'histoire d'un jeune homme entreprenant, Charles Pathé, qui découvre un jour l'existence du phonographe et l'exploite dans les fêtes foraines. Il charge alors un inventeur de fabriquer un appareil permettant la projection d'images.

## Fiche technique
- Pays d'origine :  France
- Année de diffusion : 1994
- Réalisation : Jacques Rouffio
- Scénario : Jacqueline Lefevre
- Musique originale : Milan Kymlicka
- Coproduction : Pathé Télévision et France 3
- Durée : 1h45

## Distribution
- Didier Bezace : Charles Pathé
- Yves Jacques : René Lampin
- Isabelle Gélinas : Marie, femme de Charles Pathé
- Ronny Coutteure : Gaujac
- Bernard Alane : Émile, frère et associé de Charles Pathé
- Ronald Guttman : George Eastman
- Gérard Loussine : Ferdinand Zecca, réalisateur
- Alain Fromager : Max Linder, acteur comique
- Mathias Lévy : Charles Pathé enfant